# Chiese del Nagorno Karabakh
Le chiese del Nagorno Karabakh sono numerose e, al pari dei monasteri, sono disseminate quasi tutte nell'area un tempo facente parte del vecchio Oblast pur se non mancano testimonianze anche al di fuori di tali confini.
A differenza dei monasteri, però, sono quasi tutte di epoca più recente (dal XVII secolo in poi) e sorgono in siti più accessibili dalla popolazione. Poiché in epoca sovietica non ne vennero costruite di nuove quelle che si trovano oggi nell'Azerbaigian, nel territorio della ex repubblica di Artsakh (fino al 2017 denominata repubblica del Nagorno Karabakh) sono per lo più quelle preesistenti a tale periodo e che, dopo la guerra sono state oggetto di ricostruzione o restauro come ad esempio avvenuto per la cattedrale di Ghazanchetsots.
L'architettura è quella classica armena ma con talune variazioni determinate sia dall'uso locale sia dalla necessità di impiegare materiali diversi. Soprattutto negli edifici del XIX secolo si incontra questa unione tra tradizione ed innovazione.
Nel Nagorno Karabakh (Artsakh) abbiamo dunque due differenti tipi di edifici religiosi: i monasteri (dal V secolo in poi) testimonianza della prima evangelizzazione della regione e divenuti con il tempo fortezze religiose e culturali; e le chiese, più recenti ed accessibili alla popolazione.

## Lista di chiese per regione

### Kashatagh
- San Minas (1675)
- Zorakhach (1500/1600)
- Shoghagavank (tardo Seicento)
- Bazmatsak (Medioevo)
- Santa Hripsime (1600)
- Ditsmairir
- Hambardzman (1998)

### Hadrut
- Hin Tagheri (1600)
- Khandzadzori (1600)

### Shushi
- Cattedrale di Ghazanchetsots (1858-1887)
- Kanach Zham (st Hovhannes Mkrtich) (1818)
- Santa Vergine (1816)
- San Salvatore “Meghretsots” (1838)
- San Salvatore “Aguletsots” (1882)

### Martuni
- San Gregorio (1667-1676)
- Gevorgavan (1800)
- San Nerses il grande

### Martakert
- Surp Hovhannes Mkrtich (1881)
- Surp Gevorg (Maghavuz)

### Shahumian
- Astvatsatsin